# Uovo del pellicano
L'Uovo del pellicano è una delle uova imperiali Fabergé: un uovo di Pasqua gioiello che l'ultimo Zar di Russia, Nicola II donò a sua madre, l'Imperatrice vedova Marija nel 1898.
Fu fabbricato a San Pietroburgo sotto la supervisione di  Mikhail Evlampievich Perkhin, per conto del gioielliere russo Peter Carl Fabergé, della Fabergè; le miniature sono state dipinte da Johannes Zehngraf.

## Proprietari
Nel 1917, durante la Rivoluzione russa, l'uovo fu confiscato dal Governo provvisorio come molti altri tesori imperiali,
nel 1930 fu venduto dall'Antikvariat, insieme ad altre nove uova imperiali, ad Armand Hammer che mise in mostra l'uovo con altri tesori russi, per tutti gli Stati Uniti.
Fu venduto dalle Hammer Galleries di New York, tra il 1936 ed il 1938, alla moglie di John Lee Pratt, Lillian Thomas Pratt che alla sua morte nel 1947 lasciò l'uovo al Virginia Museum of Fine Arts di Richmond 
ove è tuttora esposto.

## Descrizione
È fatto d'oro, diamanti, smalto opalescente, perle e acquerello su avorio; è una delle poche uova Fabergè non smaltate su gran parte della sua superficie.
L'uovo è sormontato da un pellicano che sta nutrendo i suoi piccoli nel nido, simbolo dell'amore materno, colorato in smalto opalescente grigio, blu e rosa e tempestato di diamanti.
Sul guscio d'oro rosso sono incisi motivi classici in stile impero, l'iscrizione "Visita la nostra vigna, o Signore, e noi dimoreremo in te" e le date "1797 - 1897" che commemorano il centenario dell'istituzione, da parte della zarina Maria Fëdorovna, di un ente governativo, destinato all'educazione e alla carità ai poveri, il cui simbolo era un pellicano che nutre i suoi piccoli con il suo stesso sangue; la zarina contemporanea Marija Fëdorovna patrocinava tale ente.
Quando è appoggiato sul suo supporto d'oro multicolore, a quattro piedi, l'uovo è alto 13,3 centimetri.
La sua custodia originale, a differenza delle altre conosciute, è di velluto rosso.

### Sorpresa
La sorpresa è che l'uovo stesso, tolto dal suo supporto, si dispiega rivelando otto miniature dipinte ad acquerello su ovali di avorio bordati di perle, che ritraggono i palazzi sede di altrettante istituzioni patrocinate dell'imperatrice vedova Marija.
Quando l'uovo è chiuso, le superfici di separazione tra i pannelli sono ingegnosamente celate; un nono pannello centrale, sul quale è fissato il pellicano, è chiaramente inteso come sostegno per le miniature dispiegate.
Il retro del primo e dell'ultimo pannello formano parte del guscio dell'uovo, mentre sugli altri sono elencate le istituzioni ritratte: 
1. Istituto Elisabetta fondato nel 1808;
2. Istituto Nicola fondato nel 1837;
3. Istituto Caterina fondato nel 1798;
4. Istituto Pavlovski  fondato nel 1798;
5. Istituto Smol'nyj fondato nel 1764;
6. Istituto patriottico fondato nel 1827;
7. Istituto Xenia fondato nel 1894;
8. Orfanotrofio di Nicola fondato a Mosca nel 1837.

Tutte le istituzioni sono situate a San Pietroburgo, ad eccezione dell'ottava che si trova a Mosca e sono per la gran parte dedite all'educazione delle figlie della nobiltà.